# BV Весов
BV Весов (лат. BV Librae) — одиночная переменная звезда в созвездии Весов на расстоянии (вычисленном из значения параллакса) приблизительно 147582 световых лет (около 45249 парсеков) от Солнца. Видимая звёздная величина звезды — от +16m до +14,9m.

## Характеристики
BV Весов — пульсирующая переменная звезда типа RR Лиры (RR).